# Royal Ocean Racing Club

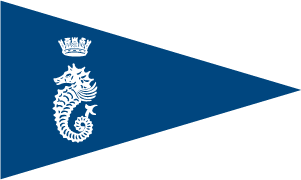
Guidone del Club

Il Royal Ocean Racing Club (RORC) è un circolo velico britannico fondato nel 1925. Il RORC è uno dei maggiori organizzatori di regate d'altura del Regno Unito fra cui la celebre Fastnet race e l'Admiral's Cup. È anche all'origine delle formule di stazza per classificare le imbarcazioni che partecipano alle regate d'altura: la formula RORC nel 1925, la formula IOR nel 1971 in collaborazione con il Cruising Club of America (CCA), il Channel Handicap System del 1983 insieme all'Union nationale pour la course au large, che si sono evolute nella regola IRC.

## Storia

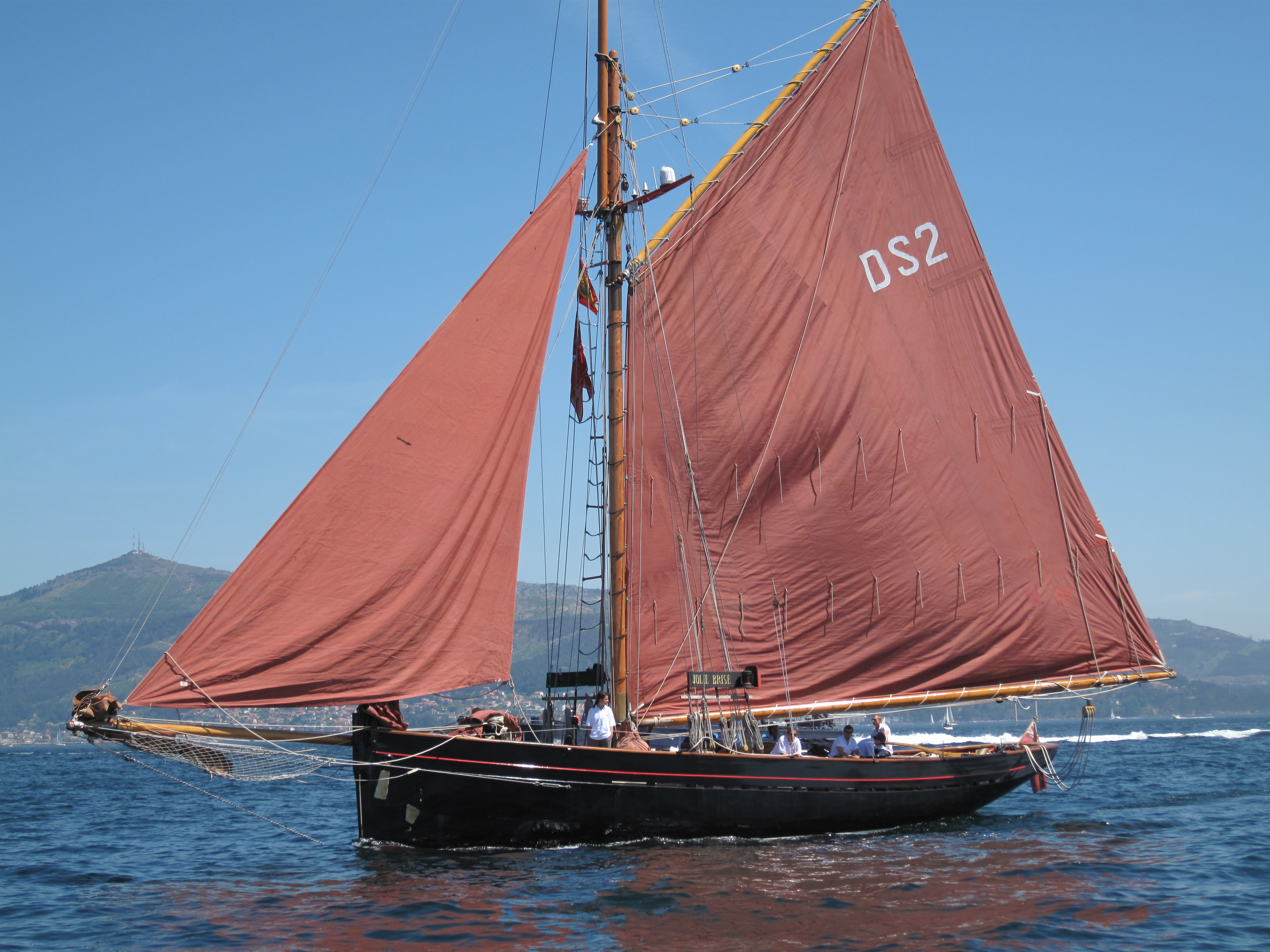
Il Jolie brise, di proprietà del commodoro del RORC, vinse la prima Fastnet Race nel 1925

Le origini del RORC risalgono alla partecipazione del giornalista nautico britannico Weston Martyr come membro di un equipaggio al Bermuda race del 1924. Questa regata d'altura oceanica, organizzata dal Cruising Club of America, aperta a tutte le imbarcazioni e agli appassionati, si disputa su di un percorso di più di 600 miglia marine. Questo nuovo sport, diverso dalle regate praticate all'epoca in Europa con imbarcazioni come quelle della "Stazza internazionale", lo entusiasmò. Martyr riunì sette proprietari di velieri per organizzare la prima edizione del Fastnet race, che prese il via il 15 agosto 1925 da Ryde. la gara fu vinta dalla Jolie Brise. Alla fine della gara fu fondato l'Ocean Racing Club, di cui fu eletto primo commodoro il proprietario della Jolie Brise, Evelyn George Martin.
La qualifica di Royal all'Ocean Racing Club fu conferita dal re Giorgio V.

## Regate organizzate dal RORC
Il club è stato fondato per incoraggiare le regate sulla lunga distanza e conseguentemente la progettazione, costruzione e navigazione di imbarcazioni a vela che combinino velocità e affidabilità in mare.
Il RORC è il principale organizzatore di regate d'altura nelle isole Britanniche: fra queste ci sono il Fastnet race, l'Admiral's Cup e la Commodores' Cup.
Benché lo scopo del club sia quello di organizzare regate di almeno 600 miglia, il RORC ha istituito nel 1928 the Channel Race, una regata a triangolo nella Manica su di un percorso di circa 250 miglia.
Negli anni trenta il Club organizzava in media dieci regate all'anno, negli anni ottanta diciassette all'anno.

## Formule di stazza elaborate dal RORC

### Stazza RORC
Per classificare le barche di tutte le dimensioni che partecipavano al Fastnet race, il RORC aveva bisogno di un sistema di stazza. Nel 1925 la "stazza internazionale", studiata per stabilire delle classi di barche a vela con caratteristiche fisse, come le 6 metri, 8 metri e 12 metri, non permettevano di confrontare le prestazioni delle barche da crociera. Ci si rivolse allora al sistema americano detto Stazza Universale, utilizzato sull'East Coast degli Stati Uniti, e perciò adatto allo scopo, dal momento che il Fastnet race era ispirato al Bermuda Race. Il RORC elaborò una prima formula di stazza per la prima Fastnet nel 1925, una seconda per quella del 1928, sempre basate sull'Universal Rule, modificata con correttivi per le regate d'altura, poi un'ultima versione nel 1931. Questa del 1931 è la vera Formula del RORC, riconosciuta a livello mondiale per le regate d'altura fino al 1970, ma non negli Stati Uniti.

### Stazza IOR
Dopo un primo tentativo di unificare le formule di stazza per regate d'altura del Cruising Club of America e del Royal Ocean Racing Club nel 1931, una riunione nella club-house del RORC nel 1968 fra i rappresentanti del RORC e gli architetti navali americani Olin Stephens e Dick Carter, realizzò l'unificazione delle formule di stazza per regate d'altura. A quel tempo quegli architetti disegnavano delle imbarcazioni che gareggiavano sotto entrambi i sistemi di stazza, la stazza CCA e la stazza RORC. 
Questa nuova formula di stazza, chiamata International Offshore Rule fu affidata ad un nuovo organismo, l'Offshore Racing Council, fondato nel 1970.

### Stazze CHS e IRC
Questo sistema di stazza non soddisfa tutte le autorità veliche nel mondo e perciò nel 1983 il Royal Ocean Racing Club e l'Union nationale pour la course au large (UNCL) elaborano il Channel Handicap System (CHS), adottato nella regata che attraversa la Manica Cowes-Dinard. La stazza CHS, ribattezzata nel 1999 stazza IRC, abbreviazione di International Rule Club, è riconosciuta come formula di stazza internazionale dall'ISAF nel 2003.

## Membri
Nel 1936 il RORC contava circa 600 iscritti. Negli anni 2000 ne contava migliaia.
Per diventare membri del RORC bisogna essere proposti da due membri e sostenuti da un membro dello RORC Commitee. Il candidato deve dimostrare di avere esperienza di regate ed effettuare almeno 500 miglia di regate d'altura con almeno due notti in mare. Deve, se possibile, aver partecipato a una regata organizzata dal RORC nei cinque anni precedenti
.

## Sede
Dopo essersi riunito a Londra in luoghi differenti, il Club inaugurò la propria club-house al nº 2 di Pall Mall nel 1936. Bombardata nel 1940, si trasferì al 20 di St. James's Square.